# Bolívar, Aragua
Bolívar là một khu tự quản thuộc bang Aragua, Venezuela. Thủ phủ của khu tự quản Bolívar đóng tại San Mateo. Khự tự quản Bolívar có diện tích 58 km2, dân số theo điều tra dân số ngày 21 tháng 10 năm 2001 là 38062 người. Thủ phủ San Mateo tạo thành một phần của vùng đô thị Maracay